# Linh lăng lông mịn
Medicago ciliaris hay linh lăng lông mịn là một loài thực vật trong chi Medicago. Nó được tìm thấy ở khắp khu vực bồn địa Địa Trung Hải. Nó tạo thành quan hệ cộng sinh với vi khuẩn Sinorhizobium medicae, loài có khả năng cố định đạm. Đôi khi nó được coi là phân loài của Medicago intertexta.

## Hình ảnh

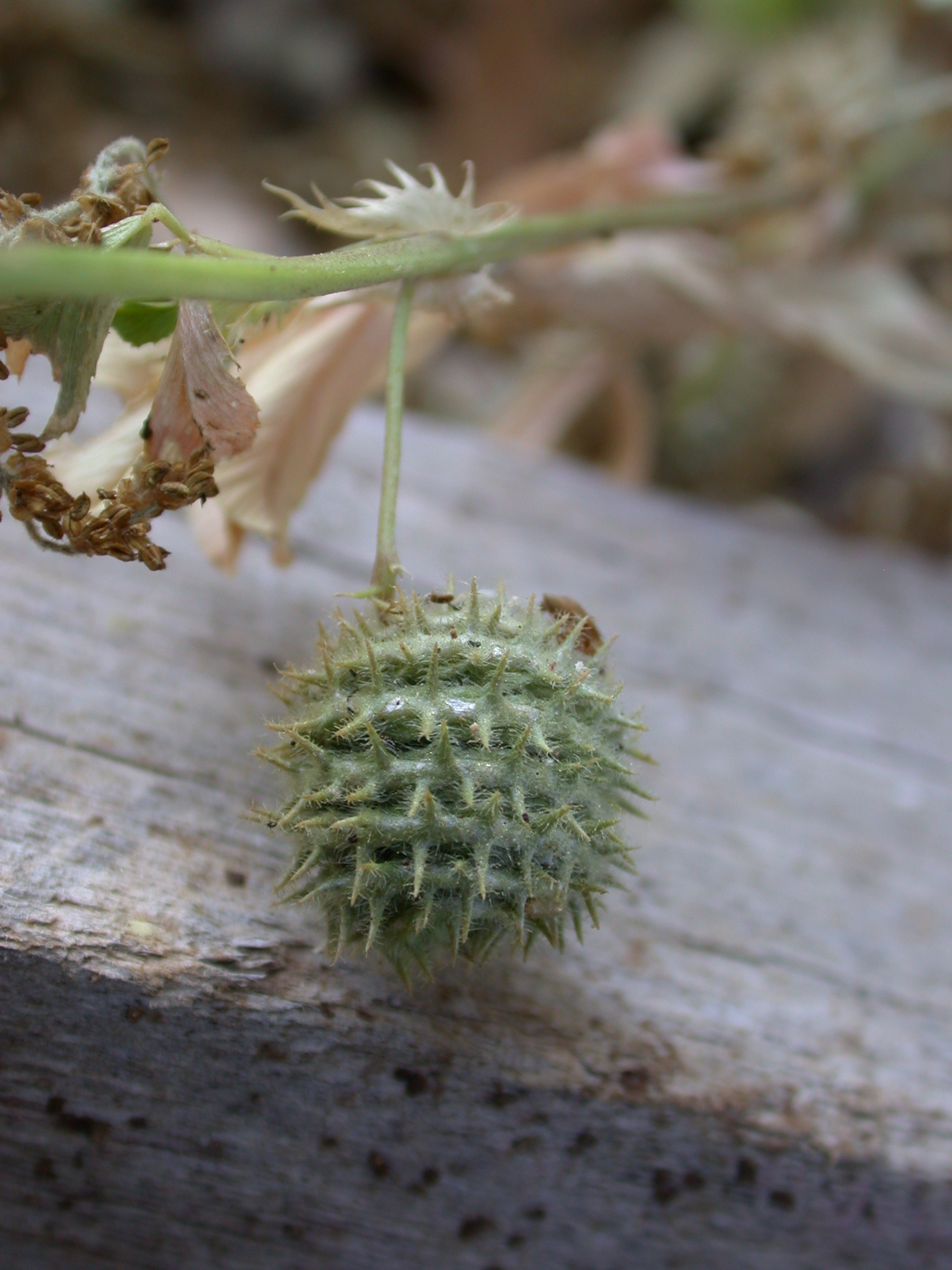
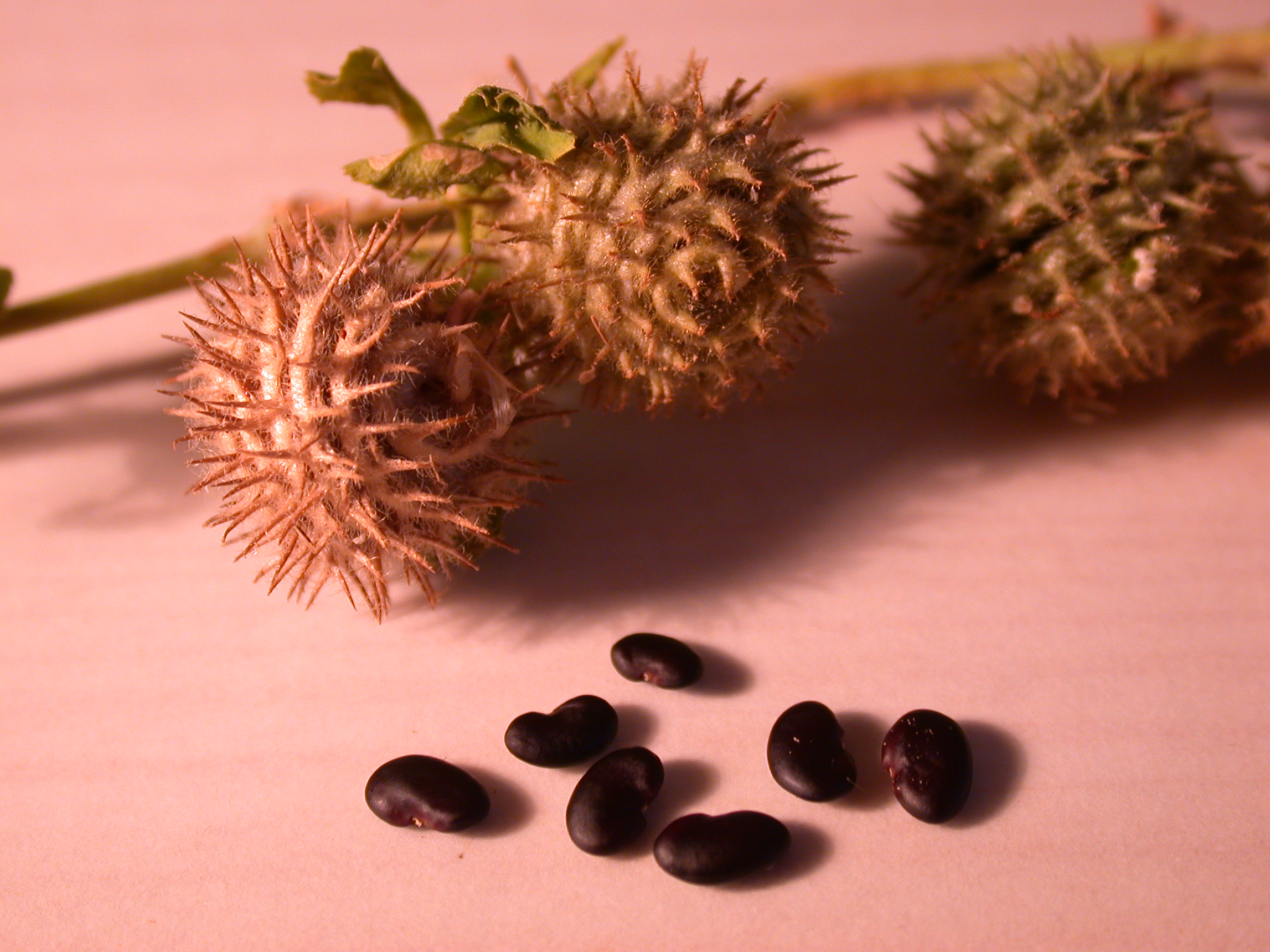
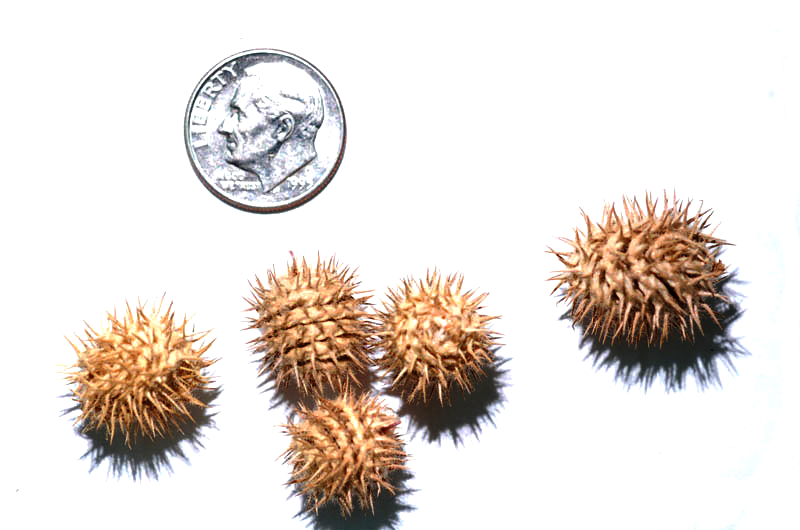
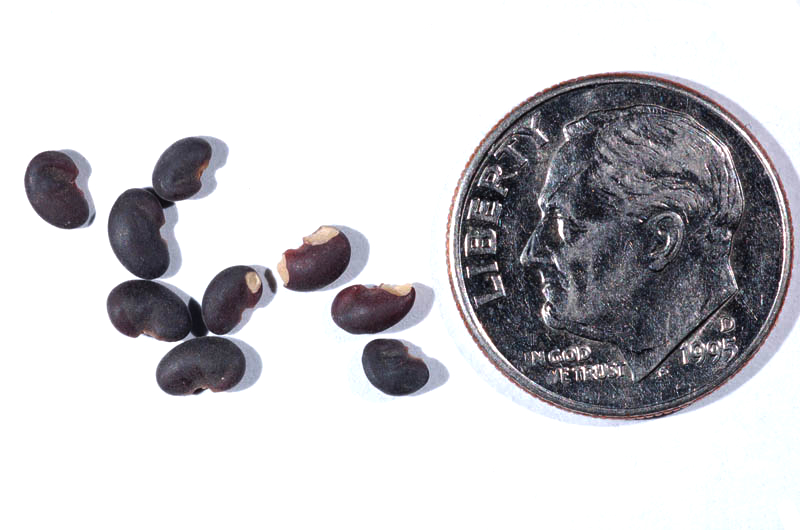